# Diego Barreto
Pour les articles homonymes, voir Barreto.
Diego Daniel Barreto Cáceres (né le 16 juillet 1981 à Lambaré au Paraguay) est un joueur de football paraguayen.
Il évolue actuellement dans le club paraguayen du Sportivo Luqueño en tant que gardien de but.
D'origine italienne, il possède la double nationalité et est le frère d'Édgar Barreto, également international. Diego est reconnu pour ses rapides réflexes et pour son commandement de la défense, ce qui fait de lui l'un des meilleurs portiers paraguayens.

## Biographie

### Club
Barreto commence sa carrière professionnelle en senior dans son club formateur, le Cerro Porteño, lancé par l'entraîneur de l'époque Modesto Sandoval, où il fut le coéquipier d'Aldo Bobadilla, formé avec lui dans les classes de jeunes du Cerro.
En 2007, Barreto tente sa chance à l'étranger dans le club des Newell's Old Boys en Argentine, mais n'arrive pas à s'imposer dans le onze de départ. Il retourne donc au Paraguay en janvier 2008.
En 2008, il part rejoindre l'Europe, avec le club suisse du FC Locarno. Il ne joue qu'un match, et concède quatre buts lors du derby contre le FC Lugano, et décide donc de retourner une fois de plus au Cerro.

### Sélection
Il joue tout d'abord en 2001 avec l'équipe du Paraguay espoirs puis notamment avec l'équipe du Paraguay olympique. Durant les Jeux olympiques de 2004 à Athènes, il remporte la médaille d'argent, après avoir atteint les quarts de finale après deux victoires en groupe de qualifications (finissant second). En quarts, ils battent la Corée du sud puis l'Irak en demi.
Il fait également partie de l'effectif paraguayen qui atteint les quarts-de finale lors de la coupe du monde 2010 en Afrique du Sud.

## Palmarès
| Cerro Porteño - Championnat du Paraguay (3) : - Champion : 2003, 2004 et 2009 (Ouverture). |  | Paraguay olympique - Jeux olympiques : - Argent : 2004. |